# Saronno Foot-Ball Club 1916-1917
Questa voce raccoglie le informazioni riguardanti il Saronno Foot-Ball Club nelle competizioni ufficiali della stagione 1916-1917.

## La stagione
Anche questa stagione gli "amaretti" completano la rosa ottenendo in prestito vari giocatori milanesi e non ricevuti in prestito dalle rispettive squadre che li avevano tesserati nella stagione 1914-1915:
- Cotter del ???;
- C. Molini del ???;
- Attilio e Sebastiano Ottolini dell'S.S. Aurora di Busto Arsizio;

## Tornei e piazzamenti
- Coppa Regionale Lombardia (26 novembre-16 maggio): 3º nel girone B.
- Campionato di Terza Categoria (31 dicembre-24 giugno): 2º nel girone B.
- Coppa Boneschi (20 maggio): la vince battendo il Legnano.

## Rosa
| N. |                   | Ruolo | Calciatore            |
| -- | ----------------- | ----- | --------------------- |
|    | Italia (bandiera) | A     | Arturo Boiocchi (I)   |
|    | Italia (bandiera) | A     | Bossi                 |
|    | Italia (bandiera) | C     | Cotter                |
|    | Italia (bandiera) | C     | Erminio Dario         |
|    | Italia (bandiera) | A     | Guido Fusi            |
|    | Italia (bandiera) | C     | Silvio Giannoni (I)   |
|    | Italia (bandiera) | C     | Antonio Lietti (I)    |
|    | Italia (bandiera) | A     | C. Molini             |
|    | Italia (bandiera) | A     | Attilio Ottolini (II) |

| N. |                   | Ruolo | Calciatore              |
| -- | ----------------- | ----- | ----------------------- |
|    | Italia (bandiera) | A     | Sebastiano Ottolini (I) |
|    | Italia (bandiera) | P     | Angelo Pellacani        |
|    | Italia (bandiera) | D     | Orfeo Regazzoni         |
|    | Italia (bandiera) | A     | Paolo Reina (II)        |
|    | Italia (bandiera) | A     | Pietro Reina (I)        |
|    | Italia (bandiera) | C     | Demetrio Sabatini       |
|    | Italia (bandiera) | D     | Giovanni Semelli (I)    |
|    | Italia (bandiera) | A     | Pietro Sormani          |
|    | Italia (bandiera) | D     | Attilio Vitali          |